# 长刺锥
长刺锥（学名：Castanopsis longispina）为壳斗科锥属下的一个种。

## 扩展阅读
維基物種上的相關：长刺锥